# Eich (Treuen)
Eich (auch Eich/Sa., in regionaler Mundart Daach) ist ein Ortsteil der Stadt Treuen im Vogtlandkreis (Freistaat Sachsen). Er wurde am 1. Januar 1999 eingemeindet.

## Geografie

### Lage
Eich liegt östlich von Treuen im Osten des Naturraumes Vogtland im sächsischen Teil des historischen Vogtlands. Im Ort entspringt der Lengenfelder Stadtbach, der in Lengenfeld (Vogtland) in die Göltzsch mündet. Den höchsten Punkt bildet mit 491 m ü. NN der Bahnhof „Eich (Sachs)“ im Westen des Orts.

### Nachbarorte
| Perlas, Buch  | Wolfspfütz                                  | Lengenfeld (Vogtland) |
| Veitenhäuser  | Kompassrose, die auf Nachbargemeinden zeigt | Rodewisch             |
| Schreiersgrün | Reumtengrün                                 | Rebesgrün             |

## Geschichte
Eich wurde im 12. Jahrhundert in einer Talaue östlich von Treuen durch Bauern aus dem Frankenwald besiedelt. Das Waldhufendorf wurde im Jahr 1421 erstmals urkundlich als „die Eyche“ erwähnt. Seit 1793 ist die heutige Schreibweise „Eich“ gebräuchlich. Der Ortsname hat die Bedeutung „Ort an einer großen, auffälligen Eiche“. Die Grundherrschaft über Eich lag im Jahr 1583 anteilig bei den Rittergütern Auerbach, Göltzsch und Treuen. Um 1764 gehörte Eich anteilig zu den Rittergütern Sorga und Auerbach obern und untern Teils.
Eich war bis ins 18. Jahrhundert landwirtschaftlich geprägt. 1795 gründete Georg Christoph Piering eine Pechsiederei westlich des Orts, welche bis heute in Betrieb ist. Gegenüber dieser wurde mit Eröffnung der Bahnstrecke Herlasgrün–Oelsnitz im Jahr 1865 der Bahnhof des Orts angelegt. Obwohl er nur 500 Meter von Eich entfernt war, bekam er zunächst den Namen der benachbarten Stadt Lengenfeld. Erst nachdem diese im Jahr 1875 mit dem an der Bahnstrecke Zwickau–Falkenstein liegenden Bahnhof Lengenfeld (Vogtl) eine näher an der Stadt liegende Station erhalten hatte, wurde der Bahnhof in der Gemarkung von Eich im Jahr 1879 in Eich umbenannt.
Eich gehörte bis 1856 zum kursächsischen bzw. königlich-sächsischen Amt Plauen. 1856 wurde der Ort dem Gerichtsamt Treuen und 1875 der Amtshauptmannschaft Auerbach angegliedert. Durch die zweite Kreisreform in der DDR kam die Gemeinde Eich/Sa. im Jahr 1952 zum Kreis Auerbach im Bezirk Chemnitz (1953 in Bezirk Karl-Marx-Stadt umbenannt), der ab 1990 als sächsischer „Landkreis Auerbach“ fortgeführt wurde und 1996 im Vogtlandkreis aufging. Am 1. Januar 1999 wurde Eich/Sa. nach Treuen eingemeindet.

### Einwohnerstatistik
1583/1586 lebten in Eich 17 besessene Mann, 1764 waren es 23 besessene Mann und 19 Häusler.
| Jahr          | 1834 | 1871 | 1890 | 1910 | 1925 | 1939 | 1946 | 1950 | 1964 | 1990 |
| ------------- | ---- | ---- | ---- | ---- | ---- | ---- | ---- | ---- | ---- | ---- |
| Einwohnerzahl | 440  | 553  | 629  | 817  | 737  | 814  | 855  | 864  | 801  | 597  |

1910 war Eich unter den 69 Kommunen der Amtshauptmannschaft Auerbach auf Rang 35 der Einwohnerstatistik. 1925 lebten in Eich 707 Lutheraner, 8 Katholiken und 22 andersgläubige.

## Politik
Eich verfügt nach der Wahl 2024 über einen fünfköpfigen Ortschaftsrat. Drei Sitze entfielen dabei auf die Eicher Wählervereinigung und zwei Sitze besetzte die CDU. Unter den Ortschaftsräten ist auch der ehemalige Bürgermeister Johannes Flechsig (CDU). Bei der Bürgermeisterwahl 1994 wurde Andrea Barth zur Bürgermeisterin gewählt. Sie ist heute unter anderem Familiennamen Bürgermeisterin von Treuen.

## Verkehr

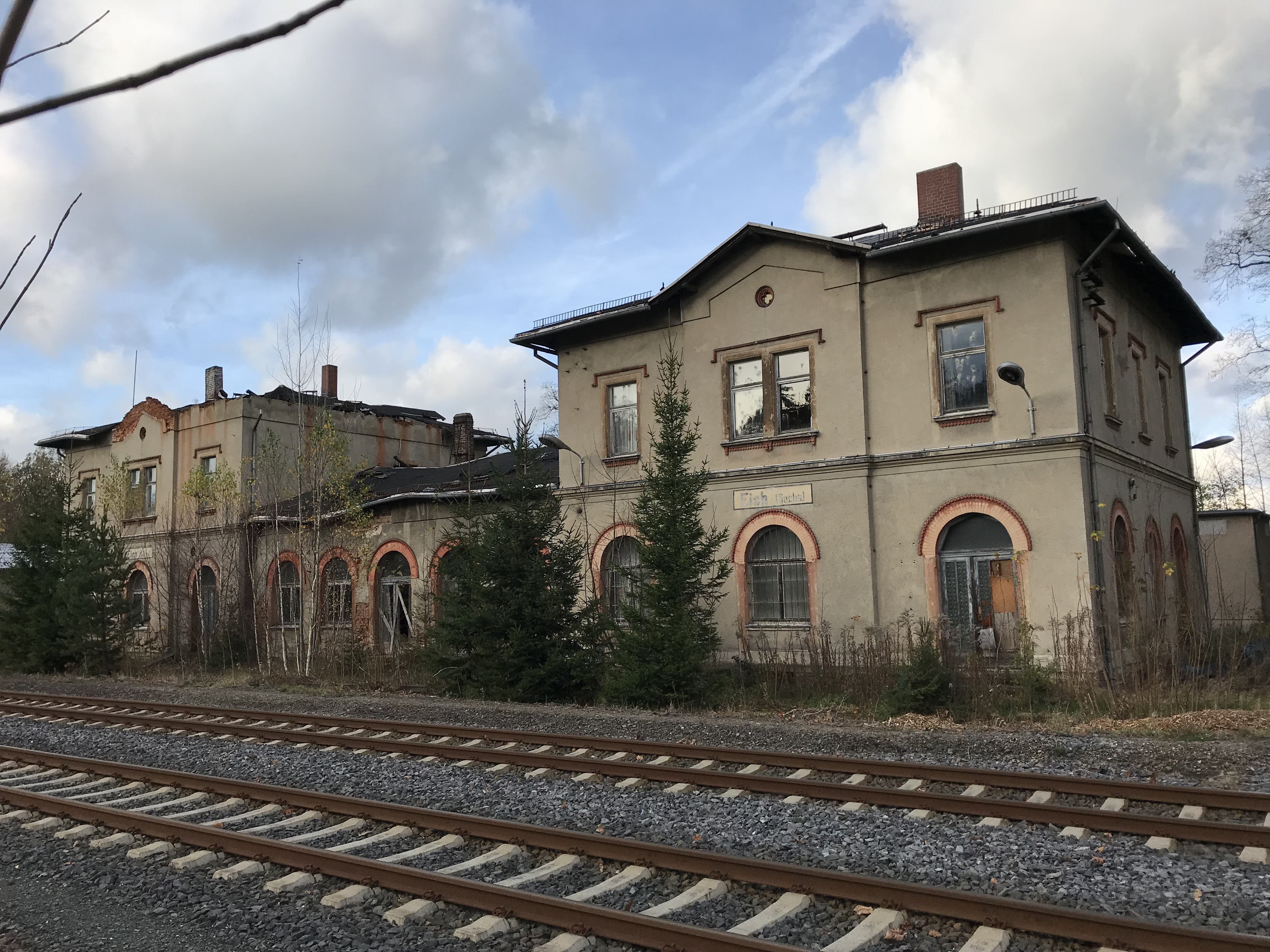
Bahnhof Eich, Gleisseite (2017)

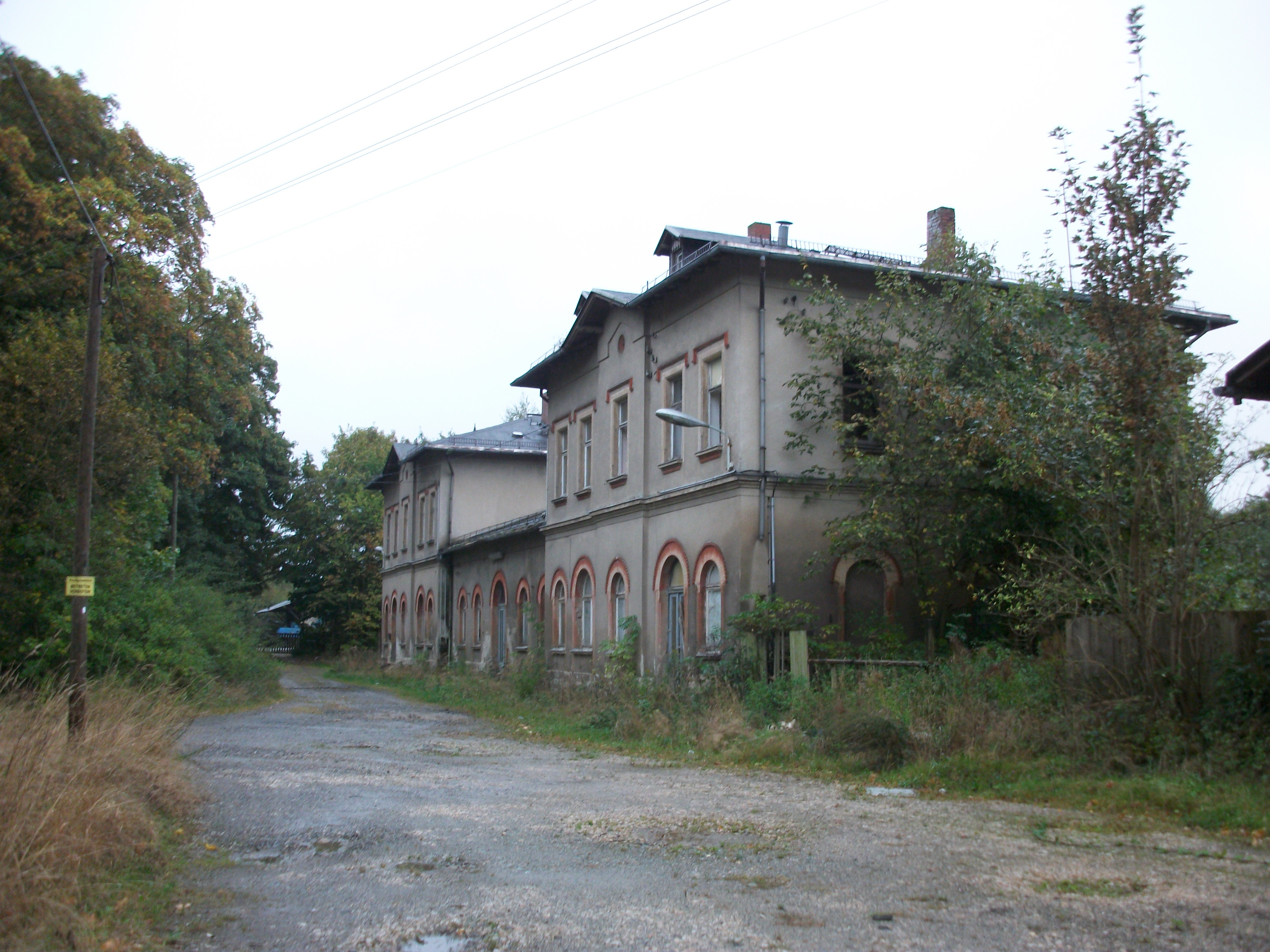
Bahnhof Eich (Sachs), Straßenseite (2016)

Der Bahnhof Eich (Sachs) wurde 1865 mit der Bahnstrecke Herlasgrün–Oelsnitz eröffnet. Zunächst trug er den Namen der benachbarten Stadt Lengenfeld, erst 1879 wurde er in „Eich“ umbenannt. Seit dem 11. Dezember 2011 wird der Bahnhof Eich (Sachs) nicht mehr im Personenverkehr bedient.
Der Ort wird von der TaktBus-Linie 63 des Verkehrsverbunds Vogtland angefahren. Diese verbindet Eich im Zweistundentakt mit Treuen, Plauen und Lengenfeld.
Eich wird im Südwesten von Autobahnzubringer aus dem Raum Auerbach/Vogtl. zur A 72-Auffahrt „Treuen“ tangiert.

## Sehenswürdigkeiten
In Eich betreibt das Sächsische Forstamt Eich einen „Walderlebnisgarten“. 2021 wird anlässlich der 600-Jahr-Feier des Dorfes ein Rundwanderweg mit Informationstafeln angeboten.